# تیلی‌کولتری
تیلی‌کولتری (به انگلیسی: Tillicoultry) یک شهرک در اسکاتلند است که در کلاکماننشر واقع شده‌است. تیلی‌کولتری ۵٬۲۲۱ نفر جمعیت دارد.